# Enoh Meyomesse
 (septembre 2015).
Si vous disposez d'ouvrages ou d'articles de référence ou si vous connaissez des sites web de qualité traitant du thème abordé ici, merci de compléter l'article en donnant les références utiles à sa vérifiabilité et en les liant à la section « Notes et références ».
Enoh Meyomesse, né à Ebolowa en 1954, est un poète, romancier, essayiste, historien et homme politique camerounais.

## Biographie
À la fin des années 1970, il se rend en France pour faire des études de Sciences Politiques à Strasbourg et à Paris.
Pendant ses études, il milite pour  l’Union Nationale des Étudiants du Kamerun, UNEK, un mouvement patriotique. 
Il stigmatise déjà les abus pratiqués par la classe dirigeante de son pays.
Il a subi de nombreuses persécutions à la suite de ses prises de position politiques.
Bien qu'accusé de tentative de coup d’État en juillet 2010, il n’a pas été arrêté en raison d'un manque de preuves.
En février 2011, la police camerounaise lui a interdit la sortie du territoire alors qu’il devait  se rendre à une conférence internationale à Bamako au Mali et rejoindre Abidjan en pleine crise post-électorale ivoirienne. Il a été descendu par deux fois de suite des avions qu’il avait empruntés. Il a réussi à sortir clandestinement du pays et à participer à la conférence. Il est ensuite retourné au Cameroun, la police ne pouvant le lui empêcher.
L'année de l’élection présidentielle du Cameroun en 2011, il a souhaité présenter sa candidature. Mais son dossier de candidature a été refusé par le lobby de la région du Sud au pouvoir. Il a donc noué une alliance avec un autre candidat. Mais ce dernier a été battu.
En novembre 2011, de retour d’un voyage à Singapour, il a été arrêté à l’aéroport de Yaoundé à sa descente d’avion par la gendarmerie camerounaise. Il a été ensuite déporté de nuit à Bertoua à l’Est du pays, après avoir subi un interrogatoire musclé au siège de la gendarmerie nationale à Yaoundé. Il a été exigé de révéler la cache du container d’armes avec lesquelles il devait assassiner le président de la République.
Après un mois de détention à la gendarmerie de Bertoua dans une cellule d’isolement dans une obscurité totale, il a été inculpé de « tentative de coup d’État », de « possession d’une arme à feu » et de « vol à main armée » par la justice militaire et transféré le 22 décembre 2011, à la prison centrale de Kondengui, à Yaoundé, où les conditions de vie des prisonniers sont très difficiles.
Le lendemain, le ministre de la communication du Cameroun a organisé une conférence de presse pour le présenter à l’opinion publique nationale et internationale comme un chef de gang, un redoutable bandit méritant les sanctions infligées.
En décembre 2012, il a été condamné sans preuve et sans témoin par le tribunal militaire de Yaoundé, à une peine de 7 ans ferme et à une amende de 200 000 francs CFA pour « complicité de vol » sur ordre du ministre de la Défense, et responsable de la justice militaire.
En janvier 2013, il a été Lauréat du Prix de la liberté d’expression d’Oxfam 2013, à La Haye aux Pays-Bas, pour son recueil de poésie, « Poème carcéral, poésie du pénitencier de Kondengui ». Ce prix est décerné à des écrivains ou à des journalistes qui subissent des persécutions et qui ont dû fuir.
Il a obtenu pendant ses années de détention le soutien de nombreux écrivains dont Alain Mabanckou qui ont décidé de porter son affaire devant la Commission des droits de l’homme des Nations unies.
Après avoir subi 40 mois d'emprisonnement, il a été  libéré le 27 avril 2015.
Enoh Meyomesse a publié une quinzaine d'ouvrages, dont "Le massacre de Messa" en 1955 (2010) et un "Discours sur le tribalisme" très critique vis-à-vis de la politique africaine.

## Prise de position politique
Ouvertement dans ses propos, Enoh Meyomesse dénonce la République des dynasties au Cameroun et le tribalisme  qui est un fléau aussi important que la corruption en Afrique.
Il critique notamment l'omniprésence et l'omnipotence d'une « dynastie ethnique » qui gangrène les hautes sphères du pouvoir, les Bùlu, individus originaires du Sud. Selon l'écrivain, la prétendue « élite » bulu au pouvoir est infiniment plus nocive que ne l’était celle fulbé jadis autour d’Ahmadou Ahidjo. Il a notamment écrit  un  livre pour dénoncer ce tribalisme intitulé « J’accuse le « G Bulu » de tes malheurs au Cameroun ».
Il espère que ses années de détention pour son activisme politique inaugureront un changement pour le destin de son pays comme cela a été le cas pour d'autres personnalités politiques :  Jomo Kenyatta, 10 ans de prison, qui a obtenu l’indépendance du Kenya ; Habib Bourguiba, 10 ans de prison, qui a obtenu l’indépendance de la Tunisie ; Robert Mugabe, 10 ans de prison, qui a obtenu l’indépendance du Zimbabwe ; Ben Bella, 6 ans de prison, qui a obtenu l’indépendance de l’Algérie ; Kwame Nkrumah, 3 ans de prison qui a obtenu l’indépendance du Ghana, Sékou Touré, 3 ans de prison qui a obtenu l’indépendance de la Guinée, Agostinho Neto, pour l'Angola 3 ans de prison au Cap-Vert et au Portugal, Nelson Mandela, Martin Luther King et Malcolm X …
Il veut se battre aussi pour l’abolition de la justice militaire au Cameroun qui a été abolie partout excepté au Cameroun, affirmant qu'il n’est pas normal que des militaires jugent des civils.